# Mr. Blue Sky: The Very Best of Electric Light Orchestra
Mr. Blue Sky: The Very Best of Electric Light Orchestra (krajše Mr. Blue Sky) je album ponovno posnetih hitov skupine Electric Light Orchestra, ki  jih je posnel Jeff Lynne. Album je izšel leta 2012 pri založbi Frontiers Records v istem času kot Lynnov album Long Wave.

## Ozadje
Jeff Lynne je za revijo Rolling Stone povedal, da je idejo za album dobil, ko je poslušal originalne posnetke skupine in pri tem pomislil, da bi sedaj lahko skladbe boljše posnel, ker ima zaradi dolge producentske kariere več izkušenj. Najprej se je lotil skladbe »Mr. Blue Sky«. »Pri snemanju sem zelo užival in ko sem poslušal posnetek in ga primerjal s starim, mi je bil novi bolj všeč«, je še dejal Lynne. Njegov manager mu je predlagal, da posname nekaj več pesmi in Lynne je zatem posnel še skladbe »Evil Woman« in »Strange Magic«. Tudi ti dve verziji sta mu bili všeč, zato je nadaljeval s snemanjem in posnel cel album.

## Izdaja in vsebina
Album vsebuje nove posnetke nekaterih hitov skupine ter dve dodatni skladbi: novo skladbo »Point of No Return« in posnetek skladbe »Twilight« s turneje Zoom, ki je izšel na japonski izdaji albuma. Album je debitiral na 8. mestu britanske lestvice albumov in na 2. mestu britanske lestvice Top 40 Independent Albums. V ZDA je debitiral na 118. mestu lestvice Billboard 200, na 29. mestu lestvice Billboard Top Independent Albums in na 46. mestu lestvice Billboard Top Rock Albums.

## Seznam skladb
Vse pesmi je napisal in uglasbil Jeff Lynne, razen »Roll Over Beethoven« Chuck Berry in Ludwig van Beethoven.
| Št. | Naslov                                      | Z albuma                                | Dolžina |
| --- | ------------------------------------------- | --------------------------------------- | ------- |
| 1.  | „Mr. Blue Sky‟                              | Out of the Blue, 1977                   | 3:44    |
| 2.  | „Evil Woman‟                                | Face the Music, 1975                    | 4:30    |
| 3.  | „Strange Magic‟                             | Face the Music                          | 3:53    |
| 4.  | „Don't Bring Me Down‟                       | Discovery, 1979                         | 4:01    |
| 5.  | „Turn to Stone‟                             | Out of the Blue                         | 3:46    |
| 6.  | „Showdown‟                                  | ameriška verzija On the Third Day, 1973 | 4:16    |
| 7.  | „Telephone Line‟                            | A New World Record, 1976                | 4:30    |
| 8.  | „Livin' Thing‟                              | A New World Record                      | 3:42    |
| 9.  | „Do Ya‟                                     | A New World Record                      | 3:56    |
| 10. | „Can't Get It Out of My Head‟               | Eldorado, 1974                          | 4:35    |
| 11. | „10538 Overture‟ (verzija ob 40. obletnici) | The Electric Light Orchestra, 1971      | 4:44    |
| 12. | „Point of No Return‟                        | nova skladba                            | 3:14    |

| Dodatna skladba na japonski izdaji | Dodatna skladba na japonski izdaji      | Dodatna skladba na japonski izdaji |
| Št.                                | Naslov                                  | Dolžina                            |
| ---------------------------------- | --------------------------------------- | ---------------------------------- |
| 13.                                | „Twilight‟ (v živo; turneja Zoom, 2001) | 3:40                               |

| Dodatne skladbe na Deluxe izdaji iTunes | Dodatne skladbe na Deluxe izdaji iTunes                           | Dodatne skladbe na Deluxe izdaji iTunes |
| Št.                                     | Naslov                                                            | Dolžina                                 |
| --------------------------------------- | ----------------------------------------------------------------- | --------------------------------------- |
| 14.                                     | „Ma-Ma-Ma Belle‟ (v živo, 2012)                                   | 3:52                                    |
| 15.                                     | „Rockaria!‟ (v živo, 2012)                                        | 3:13                                    |
| 16.                                     | „Steppin' Out‟ (v živo z Richardom Tandyjem, 2012)                | 3:23                                    |
| 17.                                     | „Can't Get It Out of My Head‟ (v živo z Richardom Tandyjem, 2012) | 4:11                                    |

## Osebje

### Glasbeniki
- Jeff Lynne – vokali, solo kitara, ritem kitara, klavir, bas, bobni, klaviature, vocoder, tolkala
- Marc Mann – godalni aranžmaji, Minimoog (5)
- Laura Lynne – spremljevalni vokal (2, 3, 6, 8)
- Steve Jay – shaker, tamburin
- Ryan Ulyate – klavirski solo (2)

### Produkcija
- Producent: Jeff Lynne
- Miks: Jeff Lynne, Steve Jay
- Tonski mojstri: Jeff Lynne, Marc Mann, Steve Jay, Ryan Ulyate
- Mastering: Howie Weinberg, Dan Gerbarg

## Lestvice in certifikati

### Lestvice
| Lestvica (1977–79)                                    | Najvišja uvrstitev |
| ----------------------------------------------------- | ------------------ |
| Belgija (Ultratop Flanders)                           | 119                |
| Belgija (Ultratop Wallonia)                           | 129                |
| ZDA (Billboard Top Independent Albums)                | 29                 |
| ZDA (Billboard Top Rock Albums)                       | 46                 |
| ZDA (Billboard 200)                                   | 118                |
| Združeno kraljestvo (UK Top Independent Albums Chart) | 2                  |
| Združeno kraljestvo (UK Albums Chart)                 | 8                  |

### Certifikati
| Regija                    | Certifikat | Prodaja |
| ------------------------- | ---------- | ------- |
| Združeno kraljestvo (BPI) | Srebrn     | 60,000  |